# كأس الصين (تزلج فني على الجليد)
كأس الصين هي واحدة من سلسلة من ست مسابقات دولية رفيعة المستوى للتزلج على الجليد تُقام كجزء من جائزة الاتحاد الدولي للتزلج الكبرى للتزلج الفني على الجليد.